# Flaga Togo
Flaga Togo została ustanowiona 27 kwietnia 1960. Widoczne na niej jest pięć poziomych pasów, 3 zielone i 2 żółte, są to barwy panafrykańskie, oraz biała gwiazda w czerwonym kwadracie w lewym górnym rogu. Biała gwiazda symbolizuje nadzieję, czerwień krew i niepodległość, złoto-surowce naturalne, a zieleń lasy, rolnictwo i naturę. Obecnie jest jedyną flagą państwową o proporcjach opartych na zasadzie złotego podziału (1:1.618).
Flaga ma elementy podobne do flagi USA oraz flagi Liberii.
Flaga została zaprojektowana przez Ahyi’ego Paula.

Flaga Togo Francuskiego 1957–1958
Flaga Togo Francuskiego 1958–1960